# Fresnoy-lès-Roye
Fresnoy-lès-Roye település Franciaországban, Somme megyében. Lakosainak száma 285 fő (2022. január 1.). Fresnoy-lès-Roye La Chavatte, Crémery, Damery, Fransart, Goyencourt, Gruny, Hattencourt, Liancourt-Fosse és Parvillers-le-Quesnoy községekkel határos.

## Népesség
A település népességének változása:
| Lakosok száma | 297  | 296  | 303  | 293  | 290  | 287  | 284  | 285  | 285  |
|               | 2013 | 2015 | 2016 | 2017 | 2018 | 2019 | 2020 | 2021 | 2022 |